# スモア

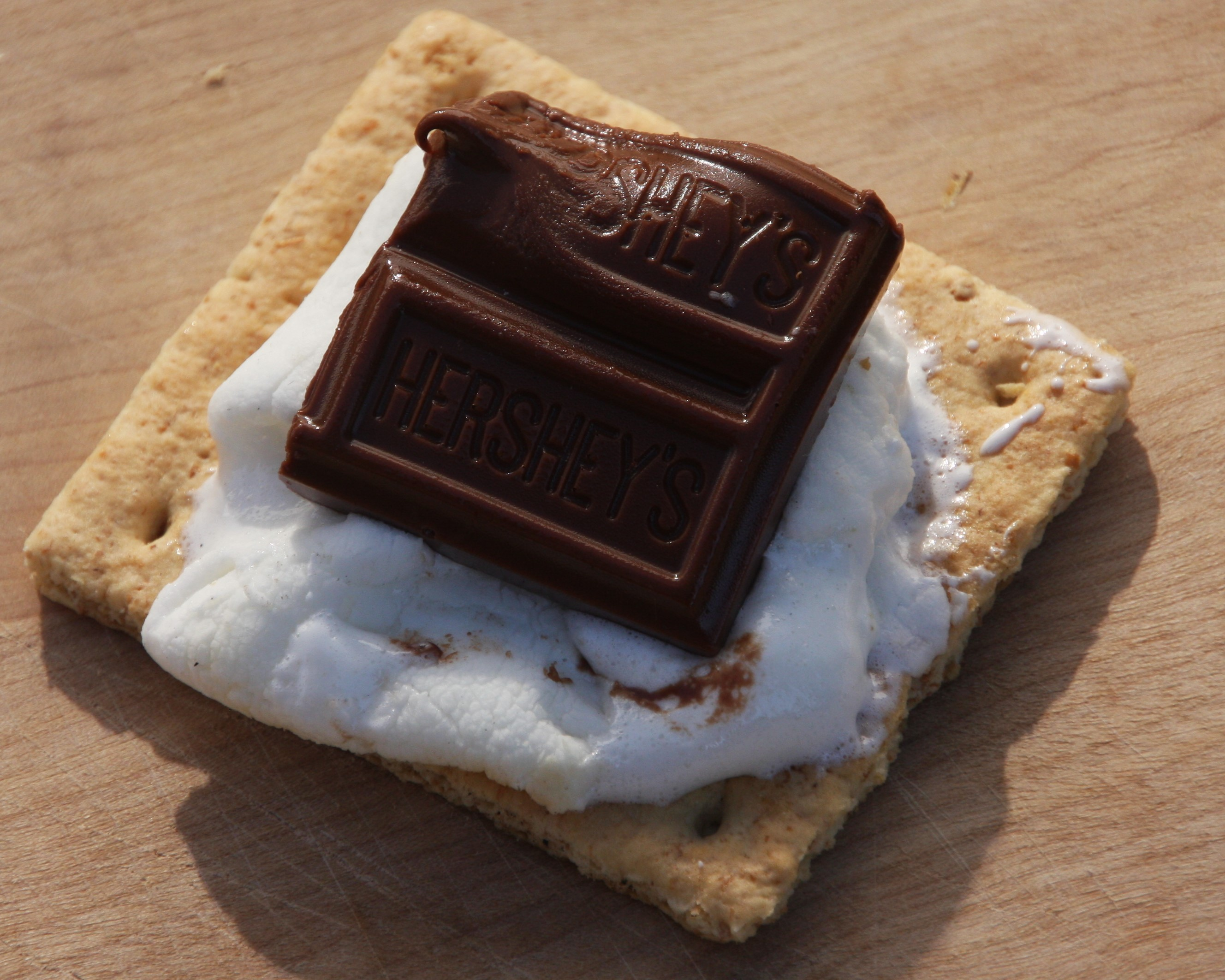
スモア

スモア（英: s'more）は、アメリカ合衆国およびカナダにおいて、夜間キャンプファイヤーでよく作られる伝統的な人気のデザートで、焼いたマシュマロとチョコレートの層を2枚のグラハムクラッカー (Graham cracker) で挟んで作る。

## 語源と由来
スモアは英語の語句「some more（もう少し欲しい）」の縮約形である。このデザートの起源は不明だが、1927年の『Tramping and Trailing with the Girl Scouts（ガールスカウトの徒歩旅行と山歩き）』に最初の記述がある。ガールスカウトが最初にスモアを作ったかは定かでないが、これより古い主張は見られない。名前がいつ省略されたか不明であるが、少なくとも1971年までの様々なガールスカウトの文献には「Some More」のレシピがある。

## 調理
スモアはキャンプにつきものであり、この単純なデザートの楽しみはその準備段階にもある。マシュマロを串に刺して、中が柔らかくなり溶けてくるまでキャンプファイヤーで焼く。この熱したマシュマロを素早く2枚のグラハム・クラッカーに挟んで串を抜くが、このクラッカーの1枚にはチョコレートを乗せておく。マシュマロの熱でチョコレートの一部が溶ける状態が理想的である。あるいは、出来上がったスモア全体を調理してチョコレートが溶けるようにすることもある。グラハムクラッカーとチョコレートを温めることでチョコレートを溶けやすくできる。ピーナッツバターを加えることもある。
このようにスモアを作る方法はアメリカ合衆国で非常に普及しており、スーパーマーケットで夏の数ヶ月間グラハムクラッカー、マシュマロ、特大の板チョコを同じ売り場に陳列することが多々あるほどである。近年は、室内用固形燃料スターノ（Sterno、缶入り可燃性ゲル）付きのスモア一式が販売されている。

## 種類

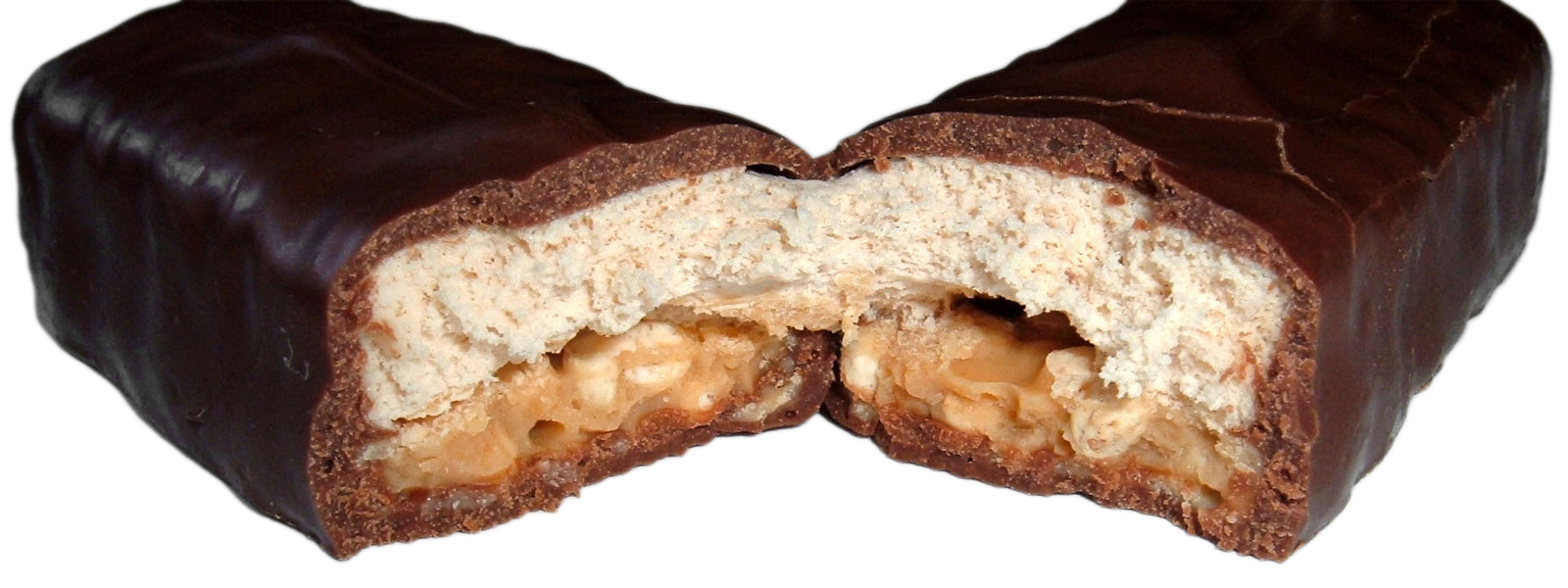
ハーシー社製スモアの断面

スモアの派生物としてグラハムクラッカー、チョコレート、マシュマロが材料の様々な菓子が販売されているが、必ずしも熱せられず伝統的なスモアの形でもない。ハーシーのスモアは右の写真の形状である。ポップ・タルトにはスモア味がある。